# Rok Možič
Rok Možič (Maribor, 17 de janeiro de 2002) é um jogador de voleibol esloveno que atua na posição de ponteiro.

## Carreira

### Clubes
Možič começou a atuar profissionalmente pelo Merkur Maribor em 2019. Em 2021, conquistou o título do Campeonato Esloveno de 2020–21, marcando 27 pontos na última partida contra o ACH Volley Ljubljana.
Ao término da temporada, o ponteiro se transferiu para o voleibol italiano após assinar contrato com o Verona Volley.

### Seleção
Možič estreou pela seleção adulta eslovena na Liga das Nações de 2021. Na ocasião, o time esloveno terminou o torneio na quarta colocação após perder a disputa da medalha de bronze para a seleção francesa por 3 sets a 0. Em setembro do mesmo ano, o ponteiro foi vice-campeão do Campeonato Europeu de 2021 ao ser derrotado na final pela seleção italiana por 3 sets a 2.

### Voleibol de praia
Možič competiu o Circuito Mundial de 2018 no Aberto de Liubliana, onde ficou na nona colocação, fazendo dupla com Žiga Kumer. No ano seguinte foi vice-campeão do Campeonato Europeu Sub-18 ao lado de Rok Bračko. No mesmo ano ficou em quinto lugar no Campeonato Mundial Sub-21, ao lado do Črtomir Bošnjak. No ano seguinte, ao lado de Alan Košenina, voltou a competir o Aberto de Liubliana, pelo Circuito Mundial, ficando novamente na nona colocação.
Em 2021, se tornou campeão do Campeonato Europeu Sub-21 ao lado de Rok Bračko após derrotarem a dupla norueguesa Markus Mol e Jo Sunde por 2 sets a 0.

## Títulos
Merkur Maribor
- Campeonato Esloveno: 2020–21

## Clubes
| Anos      | Clube          |
| --------- | -------------- |
| 2019–2021 | Merkur Maribor |
| 2021–     | Rana Verona    |

## Prêmios individuais
- 2023: Torneio Hubert Jerzeg Wagner – Melhor oposto